# Dendronephthya robusta
Dendronephthya robusta är en korallart som beskrevs av Kükenthal 1895. Dendronephthya robusta ingår i släktet Dendronephthya och familjen Nephtheidae. Inga underarter finns listade i Catalogue of Life.